# Dysauxes herthina
Dysauxes herthina är en fjärilsart som beskrevs av Otto Staudinger 1921. Dysauxes herthina ingår i släktet Dysauxes och familjen björnspinnare. Inga underarter finns listade i Catalogue of Life.